# Björkkullasands naturreservat
Björkkullasands naturreservat är ett naturreservat i Götene kommun i Västra Götalands län.
Området är naturskyddat sedan 2018 och är 104 hektar stort. Reservatet ligger norr om Kinnekulle vid Vänerns strand och består av klippstränder med gammal barrskog. 